# Ayn al-Mansi
Ayn al-Mansi est un ancien village arabe palestinien du sous-district de Jénine, en Palestine mandataire. Il a été vidé de sa population à la mi-avril 1948, à la suite d'une attaque militaire juive, pendant la guerre civile de 1947-1948.

## Histoire
Lors du recensement conduit en 1931 par l'autorité mandataire britannique, Ayn al-Mansi comptait 73 habitants musulmans, soit un total de 15 maisons.
Les statistiques de 1945 (en), résultats d'une enquête officielle sur les données démographiques et foncières, donnent à Ayn al-Mansi une population de 90 musulmans et une superficie de 1 295 dounams, dont 186 dounams pour les plantations et les terres irrigables, 868 dounams pour les céréales et 2 dounams de terrains bâtis (urbains).
L'exode de la population d'Ayn al-Mansi a suivi sa prise d'assaut par les forces militaires juives, à la mi-avril 1948.